# 37e régiment de marche
Pour les articles homonymes, voir 37e régiment.
Pour 37e régiment de marche formé à Paris en 1870, voir 137e régiment d'infanterie.
Le 37e régiment d'infanterie de marche (ou 37e régiment de marche) est un régiment d'infanterie français, qui a participé à la guerre franco-allemande de 1870 et à la campagne de 1871 à l'intérieur.

## Création et différentes dénominations
- 4 octobre 1870 : formation du 37e régiment d'infanterie de marche
- 1er septembre 1871 : fusion dans le 37e régiment d'infanterie de ligne

## Historique
Le 37e régiment de marche est formé par décret du 4 octobre 1870, à trois bataillons à six compagnies. Il amalgame mi-octobre à Bordeaux les 1re compagnies de dépôt des 25e, 26e, 27e, 28e, 30e, 31e, 32e, 34e, 39e, 46e, 48e, 52e, 53e,  54e et 97e régiments d'infanterie de ligne, la 3e compagnie de dépôt du 38e régiment d'infanterie de ligne et la 6e compagnie du 4e bataillon du 33e régiment d'infanterie de ligne.
Au 15 octobre, il fait partie de la 1re division du 16e corps d'armée (armée de la Loire). Il combat à la bataille de Loigny le 2 décembre, où deux bataillons sont isolés dans le cimetière de Loigny et résistent deux heures avant d'être capturés.
Il est renforcé en décembre au Mans par un détachement de 400 hommes du 73e de ligne. Il participe en janvier au combat de Saint-Jean-sur-Erve.
Le 16 mars, le 37e de marche passe à la 7e division de l'armée de Versailles qui vient d'être créée pour réprimer la commune de Paris. Cette armée est réorganisée le 6 avril et le régiment passe à la 3e division de la 1re armée de Versailles.
Il fusionne le 1er septembre 1871 dans le 37e régiment d'infanterie de ligne.